# Bishara Morad
Bishara Morad (arab. ‏بشارة مراد‎, ur. 23 stycznia 2003) – syryjsko-szwedzki piosenkarz.

## Życiorys

### Wczesne lata
Jest Syryjczykiem. Gdy miał sześć lat, wyemigrował z rodzicami do Linköping.

### Kariera
W marcu 2018 opublikował na Instagramie amatorskie nagranie z występu w kawiarence szkolnej, do którego zachęcił go jego nauczyciel muzyki. Filmik zyskał na popularności w sieci, podobnie jak kolejne nieprofesjonalne nagrania, na których śpiewał covery kilku światowych przebojów. Z czasem został dostrzeżony przez Lailę Bagge, szwedzką menedżerkę muzyczną, która zaproponowała mu współpracę. W styczniu 2019 pod szyldem wytwórni TEN wydał swój debiutancki singiel „Home”. W lutym z piosenką „On My Own” został ogłoszony jednym z uczestników programu Melodifestivalen 2019, polegającego na wyłonieniu reprezentanta Szwecji w 64. Konkursie Piosenki Eurowizji. 23 lutego pomyślnie przeszedł przez półfinał i z awansował do finału rozgrywanego 9 marca. Zajął w nim drugie miejsce w głosowaniu jurorów i telewidzów. Z singlem „On My Own”, który został wydany cyfrowo 23 lutego, dotarł do czwartego miejsca szwedzkiej listy przebojów.